# Pterolebias
Pterolebias ist eine Gattung der Saisonfische aus der Familie Rivulidae und gehört zur Gruppe der Eierlegenden Zahnkarpfen. Die Arten dieser Gattung bewohnen temporäre Gewässer im Amazonasbecken, im Pantanal und im Chaco.

## Merkmale
Die Gattung Pterolebias unterscheidet sich durch eine nach vorne erweiterte ventrale Spitze des Autopalatins, einen schmalen dorsalen Teil des Metapterygoids, einen langen Fortsatz des Quadratbeins, einen schmalen und langen Basihyal, eine reduzierte Anzahl von Wirbeln, abgerundete Brustflossen, einen metallisch orangefarbenen Schulterfleck, und durch schwarze Balken auf der Brustflosse bei den Männchen.

## Arten
Die Gattung Pterolebias umfasst folgende zwei Arten:
- Pterolebias longipinnis Garman, 1895
- Pterolebias phasianus Costa, 1988